# 原臺灣省保安司令部軍法處看守所
原臺灣省保安司令部軍法處看守所位於青島東路3號，是1950年代臺灣白色恐怖時期羈押、審判政治犯的重要場域。1968年該處空間因都市發展考量出售並拆除後，將軍法處等機構遷移至新北市新店區軍法學校之舊址，即今國家人權博物館白色恐怖景美紀念園區所在地。

## 歷史
1945年10月，中華民國國民政府軍事委員會臺灣省警備總司令部進駐臺北市，由臺灣省行政長官陳儀兼任該部總司令，部內設7處2室，其中軍法處下設審判課、偵察課、看守所。1946年，臺灣省警備總司令部伴隨軍事委員會改制而隸屬國防部，位於青島東路的軍法處看守所，從該年8月21日開始收押尚未判決的軍事犯等待判決。1947年5月，臺灣省政府設立後，改制為「臺灣全省警備總司令部」，調整各處業務，並整併成參謀、情報、副官、新聞、軍法等處。同年6月，國防部臺北軍人監獄遷入中正東路以南、上海路以西、青島東路以北、鎮江街以東的街廓內，與軍法處隔一塊空地，中間建有圍牆。1949年2月，再改制為「臺灣省警備總司令部」，同年5月頒布戒嚴令後，臺灣省開始實施戒嚴，涉及內亂、外患等罪的人犯，即便非軍人身分亦交臺灣省警備總司令部軍法處審理。:172-173、327:1-2:52-55
1949年9月，因應局勢變化，行政院設置「東南軍政長官公署」，納編臺灣省警備總司令部並改制為「臺灣省保安司令部」，設有1部、2室、7處、1組等幕僚機構，並有6個勤務部隊、78個隸屬單位、7個指揮單位，軍法處及看守所仍設於青島東路的街廓。同時，國防部軍法局亦遷入青島東路街廓北側，並自保安司令部軍法處取得空間，設置軍法局看守所。1950年4月，東南軍政長官公署裁撤，臺灣省保安司令部改隸行政院，歸國防部督導。此時，軍法營區分別駐紮臺灣省保安司令部軍法處看守所於青島東路3號、國防部軍法局看守所於青島東路1號、國防部臺北軍人監獄於中正東路1號。1952年，臺北軍人監獄配合防空疏散政策，搬遷至臺北縣新店鎮的安坑地區，改稱國防部臺灣軍人監獄。:26-27:52-57
1958年7月，因實施精簡政策、簡化治安機構，而將臺灣省保安司令部與其他單位，整併成「臺灣警備總司令部」，簡稱警備總部，並延續設置軍法處。1960年代，因防空疏散及都市發展等因素，軍法營區駐紮的警備總部軍法處和國防部軍法局、國防部軍法覆判局等單位規劃遷移至原軍法學校舊址（1967年原位於臺北縣新店鎮二十張地區的國防部軍法學校併入政工幹部學校，全校師生遷移至北投復興崗）並興建新的看守所。看守所遷離後，青島東路原址陸續改建為數棟商業大樓。

## 營舍空間與模型
軍法處看守所原址是接收自日本陸軍省經理部倉庫及騎兵營練兵場，1946年開始收押軍事犯時，看守所內計有小型押房28間、6人押房與8人押房各16間，總計60間押房。1949年，臺灣省實施戒嚴後，軍法處業務增加，原先可容納300人的看守所嚴重超收，導致關押空間相當擁擠。所內為兩排面對面的押房，中間走道約6公尺，押房由木柵欄及木地板構成，每間押房常關押20多人，致使光線昏暗、密不透風。整個房間只有角落一個木製馬桶，睡覺時因空間不足讓所有人犯躺平，致使人犯須輪流站著睡覺，新來人犯甚至要抱著馬桶睡覺。屋內滿是汗酸、尿騷味，還有許多老鼠，故被層關押於此的人犯形容為「環境比豬圈還糟糕，猶如人間地獄」。臺北軍人監獄遷出軍法營區後，將原先使用的押房區隔為關押軍事犯為主的「西所」，與關押叛亂犯的「東所」。:54-55
臺灣省保安司令部軍法處是1950年代決定人犯生死的重要審判場域，人犯等待審判期間可對外接建或與家人通訊會面，但因此階段將決定有罪或無罪，更是有期徒刑還是死刑的生死交關處，因此人犯所承受的壓力更甚於前。如被判處死刑者，於凌晨3、4點被軍法處人員點名，經過相關程序後，被帶至馬場町刑場槍決，1954年後則以新店鎮安坑刑場為主。因此，凌晨3、4點的腳步聲和打開鐵門的聲音，都使人犯從夢中驚醒。部份判決確定的人犯，則調派為外役勞動。內部設有洗衣、縫衣、燙衣、手工藝等可在看守所內進行作業的外役工場。:108
由於看守所整體建築空間已消失，曾被關押於此的受難者陳孟和於2011年至2013年間，憑藉記憶及1950年代空照圖和歷史照片，指導國家人權博物館進行臺灣省保安司令部軍法處看守所1：100比例的模型製作，具象化呈現昔日政治犯的處置空間。:112

## 外部連結
- 國家人權記憶庫—臺灣省保安司令部[]
- 不義遺址資料庫—原臺灣省保安司令部保安處看守所（東本願寺） （页面存档备份，存于）
- 國家文化記憶庫—保安司令部保安處看守所（東本願寺） （页面存档备份，存于）